# ハイテンション (曲)
「ハイテンション」（High Tension）は、日本の女性アイドルグループ・AKB48の楽曲。作詞は秋元康、作曲はシライシ紗トリが担当した。2016年11月16日にAKB48のメジャー46作目のシングルとしてキングレコードから発売された。楽曲のセンターポジションは島崎遥香が務めた。

## 背景とリリース
前作『LOVE TRIP/しあわせを分けなさい』から約3か月ぶりで2016年第4弾のシングル。
選抜メンバーは2016年9月15日に横浜アリーナおよび神奈川県民ホールで開催された『AKB48グループ同時開催コンサートin横浜』において発表された。選抜メンバーは前作から6人多い22人で、小栗有以、込山榛香、中井りか（NGT48）、松岡はな（HKT48）の4人が初選抜。入山杏奈、加藤玲奈、川本紗矢、木﨑ゆりあ、小嶋真子の5人が『翼はいらない』以来約5か月（2作）ぶりの選抜復帰となった。前作との比較では、北原里英、須田亜香里、武藤十夢の3人が今作では選抜から外れた。
2016年12月31日にAKB48から卒業した島崎が、『僕たちは戦わない』以来1年半（6作）ぶりにセンターを務めた。今作が島崎にとってのラストシングルとなった。Type Bには、島崎の卒業ソングとして同期メンバーであるAKB48 9期生が歌唱する「Better」が収録された。
2016年10月10日に開催された『AKB48グループ ユニットシングル争奪じゃんけん大会in神戸ワールド記念ホール』で初披露された。2016年10月31日放送の『ハロウィン音楽祭2016』（TBS）が地上波音楽番組での初披露となった。
楽曲のテーマおよびキャッチコピーは、「ノレよ、日本。」。センターを務める島崎の「塩対応」などといったパブリックイメージとは正反対ともいえる、テンションの高いものになっている。
Type Aに収録された「ハッピーエンド」は、加藤が主催する『れなっち総選挙』（第2回）の上位16名に加藤を加えた「レナッチーズ」による楽曲で、れなっち総選挙で1位に選ばれたチーム8の小栗有以がセンターを務めている。

## アートワーク
| 初回限定盤 Type A | 「ハイテンション」選抜メンバー22名                           |
| 通常盤 Type A     | 島崎遥香                                                     |
| Type B            | 指原莉乃、高橋朱里、中井りか、松岡はな、山本彩               |
| Type C            | 柏木由紀、木﨑ゆりあ、兒玉遥、込山榛香、渡辺麻友             |
| Type D            | 岡田奈々、川本紗矢、小嶋陽菜、松井珠理奈、横山由依           |
| Type E            | 入山杏奈、小栗有以、加藤玲奈、小嶋真子、宮脇咲良、向井地美音 |
| 劇場盤            | 島崎遥香                                                     |

通常盤のジャケット写真をType AからEまで横に並べると1枚の絵柄になる。

## ミュージック・ビデオ
ハイテンション
ミュージック・ビデオ（MV）のテーマは「ぱるるマジック」。ある日、島崎遥香が新曲デモを聴きながら何気なく指を鳴らすと、ライトが突然点灯したり、ミラーボールが動き出したりし、「合図一つで周囲をハイテンションにしてしまう不思議な力」を持っていることに気づいた島崎が「日本総ハイテンション計画」を企てるストーリーになっている。島崎の「指パッチン」を合図にメンバーやエキストラなどが踊りまくる。歌舞伎町のロボットレストランや商店街、結婚式場、船上パーティー会場などで撮影が行われた。MVには、ジャーナリスト・田原総一朗、俳優・遠藤憲一、イチローのものまね芸人・ニッチロー'、ヒューマノイドロボット・Pepperも登場している。エキストラは学校や企業などから募った約1,400人が出演している。監督は松山茂雄が担当した。振付はCRE8BOYが担当した。
ハッピーエンド
ミュージック・ビデオのテーマは「缶蹴り」。撮影は2016年10月12日に群馬県沼田市の「星の降る森」で行われた。サビの振り付けには小栗有以の「撮っちゃう撮っちゃう」ポーズが入っている。

## メディアでの使用
ハイテンション
日本テレビ連続ドラマ『キャバすか学園』の主題歌。
スカパーJSAT スカパー!『第6回 AKB48 紅白対抗歌合戦 独占完全放送』のCMソング。
STU48運営事務局 STU48第1期生オーディション告知「呼びかけ篇」「思い篇」のCMソング。
キングレコード「AKB48全国握手会開催告知」CMソング。
思春期のアドレナリン
Kawaiian TV『AKB48チーム8のKANSAI白書 こっそりナンバーワン宣言やで!』のテーマ曲。

## シングル収録トラック

### Type A
初回限定盤と通常盤の2種類が存在するが、収録トラックは同一。
| #         | タイトル                                     | 作詞      | 作曲           | 編曲           | 時間  |
| --------- | -------------------------------------------- | --------- | -------------- | -------------- | ----- |
| 1.        | 「ハイテンション」                           | 秋元康    | シライシ紗トリ | 佐々木裕       | 3:47  |
| 2.        | 「抑えきれない衝動」(ウェイティングサークル) | 秋元康    | aokado         | aokado         | 4:05  |
| 3.        | 「ハッピーエンド」(レナッチーズ)             | 秋元康    | 外山大輔       | 野中“まさ”雄一 | 5:03  |
| 4.        | 「ハイテンション（off vocal ver.）」         |           | シライシ紗トリ | 佐々木裕       | 3:46  |
| 5.        | 「抑えきれない衝動（off vocal ver.）」       |           | aokado         | aokado         | 4:05  |
| 6.        | 「ハッピーエンド（off vocal ver.）」         |           | 外山大輔       | 野中“まさ”雄一 | 5:01  |
| 合計時間: | 合計時間:                                    | 合計時間: | 合計時間:      | 合計時間:      | 25:49 |

| #         | タイトル                         | 作詞      | 作曲・編曲 | 監督     | 時間 |
| --------- | -------------------------------- | --------- | ---------- | -------- | ---- |
| 1.        | 「ハイテンション Music Video」   |           |            | 松山茂雄 | 5:22 |
| 2.        | 「抑えきれない衝動 Music Video」 |           |            | 土屋隆俊 | 4:14 |
| 3.        | 「ハッピーエンド Music Video」   |           |            | 大野敏嗣 | 5:20 |
| 合計時間: | 合計時間:                        | 合計時間: | 14:56      |          |      |

### Type B
初回限定盤と通常盤の2種類が存在するが、収録トラックは同一。
| #         | タイトル                                     | 作詞      | 作曲           | 編曲      | 時間  |
| --------- | -------------------------------------------- | --------- | -------------- | --------- | ----- |
| 1.        | 「ハイテンション」                           | 秋元康    | シライシ紗トリ | 佐々木裕  | 3:47  |
| 2.        | 「抑えきれない衝動」(ウェイティングサークル) | 秋元康    | aokado         | aokado    | 4:06  |
| 3.        | 「Better」(島崎遥香卒業ソング)               | 秋元康    | 外山大輔       | 外山大輔  | 4:51  |
| 4.        | 「ハイテンション（off vocal ver.）」         |           | シライシ紗トリ | 佐々木裕  | 3:47  |
| 5.        | 「抑えきれない衝動（off vocal ver.）」       |           | aokado         | aokado    | 4:06  |
| 6.        | 「Better（off vocal ver.）」                 |           | 外山大輔       | 外山大輔  | 4:49  |
| 合計時間: | 合計時間:                                    | 合計時間: | 合計時間:      | 合計時間: | 25:28 |

| #         | タイトル                         | 作詞      | 作曲・編曲 | 監督     | 時間 |
| --------- | -------------------------------- | --------- | ---------- | -------- | ---- |
| 1.        | 「ハイテンション Music Video」   |           |            | 松山茂雄 | 5:22 |
| 2.        | 「抑えきれない衝動 Music Video」 |           |            | 土屋隆俊 | 4:14 |
| 3.        | 「Better Music Video」           |           |            | 三石直和 | 5:03 |
| 合計時間: | 合計時間:                        | 合計時間: | 14:39      |          |      |

### Type C
初回限定盤と通常盤の2種類が存在するが、収録トラックは同一。
| #         | タイトル                                     | 作詞      | 作曲           | 編曲         | 時間  |
| --------- | -------------------------------------------- | --------- | -------------- | ------------ | ----- |
| 1.        | 「ハイテンション」                           | 秋元康    | シライシ紗トリ | 佐々木裕     | 3:47  |
| 2.        | 「抑えきれない衝動」(ウェイティングサークル) | 秋元康    | aokado         | aokado       | 4:06  |
| 3.        | 「星空を君に」(Team 8 EAST)                  | 秋元康    | 井上ヨシマサ   | 井上ヨシマサ | 4:49  |
| 4.        | 「ハイテンション（off vocal ver.）」         |           | シライシ紗トリ | 佐々木裕     | 3:46  |
| 5.        | 「抑えきれない衝動（off vocal ver.）」       |           | aokado         | aokado       | 4:06  |
| 6.        | 「星空を君に（off vocal ver.）」             |           | 井上ヨシマサ   | 井上ヨシマサ | 4:47  |
| 合計時間: | 合計時間:                                    | 合計時間: | 合計時間:      | 合計時間:    | 25:24 |

| #         | タイトル                         | 作詞      | 作曲・編曲 | 監督     | 時間 |
| --------- | -------------------------------- | --------- | ---------- | -------- | ---- |
| 1.        | 「ハイテンション Music Video」   |           |            | 松山茂雄 | 5:22 |
| 2.        | 「抑えきれない衝動 Music Video」 |           |            | 土屋隆俊 | 4:14 |
| 3.        | 「星空を君に Music Video」       |           |            | ZUMI     | 4:46 |
| 合計時間: | 合計時間:                        | 合計時間: | 14:22      |          |      |

### Type D
初回限定盤と通常盤の2種類が存在するが、収録トラックは同一。
| #         | タイトル                                     | 作詞      | 作曲           | 編曲           | 時間  |
| --------- | -------------------------------------------- | --------- | -------------- | -------------- | ----- |
| 1.        | 「ハイテンション」                           | 秋元康    | シライシ紗トリ | 佐々木裕       | 3:47  |
| 2.        | 「抑えきれない衝動」(ウェイティングサークル) | 秋元康    | aokado         | aokado         | 4:06  |
| 3.        | 「思春期のアドレナリン」(Team 8 WEST)        | 秋元康    | chalaza        | 野中“まさ”雄一 | 3:45  |
| 4.        | 「ハイテンション（off vocal ver.）」         |           | シライシ紗トリ | 佐々木裕       | 3:46  |
| 5.        | 「抑えきれない衝動（off vocal ver.）」       |           | aokado         | aokado         | 4:06  |
| 6.        | 「思春期のアドレナリン（off vocal ver.）」   |           | chalaza        | 野中“まさ”雄一 | 3:44  |
| 合計時間: | 合計時間:                                    | 合計時間: | 合計時間:      | 合計時間:      | 23:16 |

| #         | タイトル                             | 作詞      | 作曲・編曲 | 監督     | 時間 |
| --------- | ------------------------------------ | --------- | ---------- | -------- | ---- |
| 1.        | 「ハイテンション Music Video」       |           |            | 松山茂雄 | 5:22 |
| 2.        | 「抑えきれない衝動 Music Video」     |           |            | 土屋隆俊 | 4:14 |
| 3.        | 「思春期のアドレナリン Music Video」 |           |            | 中村太洸 | 4:03 |
| 合計時間: | 合計時間:                            | 合計時間: | 13:39      |          |      |

### Type E
初回限定盤と通常盤の2種類が存在するが、収録トラックは同一。
| #         | タイトル                                     | 作詞      | 作曲           | 編曲      | 時間  |
| --------- | -------------------------------------------- | --------- | -------------- | --------- | ----- |
| 1.        | 「ハイテンション」                           | 秋元康    | シライシ紗トリ | 佐々木裕  | 3:47  |
| 2.        | 「抑えきれない衝動」(ウェイティングサークル) | 秋元康    | aokado         | aokado    | 4:06  |
| 3.        | 「清純タイアド」(てんとうむChu !)            | 秋元康    | アイルトン瀬名 | APAZZI    | 4:05  |
| 4.        | 「ハイテンション（off vocal ver.）」         |           | シライシ紗トリ | 佐々木裕  | 3:46  |
| 5.        | 「抑えきれない衝動（off vocal ver.）」       |           | aokado         | aokado    | 4:06  |
| 6.        | 「清純タイアド（off vocal ver.）」           |           | アイルトン瀬名 | APAZZI    | 4:04  |
| 合計時間: | 合計時間:                                    | 合計時間: | 合計時間:      | 合計時間: | 23:56 |

| #         | タイトル                         | 作詞      | 作曲・編曲 | 監督     | 時間 |
| --------- | -------------------------------- | --------- | ---------- | -------- | ---- |
| 1.        | 「ハイテンション Music Video」   |           |            | 松山茂雄 | 5:22 |
| 2.        | 「抑えきれない衝動 Music Video」 |           |            | 土屋隆俊 | 4:14 |
| 3.        | 「清純タイアド Music Video」     |           |            | 新宮良平 | 4:11 |
| 合計時間: | 合計時間:                        | 合計時間: | 13:47      |          |      |

### 劇場盤
| #         | タイトル                                          | 作詞      | 作曲           | 編曲      | 時間  |
| --------- | ------------------------------------------------- | --------- | -------------- | --------- | ----- |
| 1.        | 「ハイテンション」                                | 秋元康    | シライシ紗トリ | 佐々木裕  | 3:47  |
| 2.        | 「抑えきれない衝動」(ウェイティングサークル)      | 秋元康    | aokado         | aokado    | 4:05  |
| 3.        | 「また あなたのことを考えてた」(チームボーカル)   | 秋元康    | 山本加津彦     | 若田部誠  | 5:03  |
| 4.        | 「ハイテンション（off vocal ver.）」              |           | シライシ紗トリ | 佐々木裕  | 3:46  |
| 5.        | 「抑えきれない衝動（off vocal ver.）」            |           | aokado         | aokado    | 4:05  |
| 6.        | 「また あなたのことを考えてた（off vocal ver.）」 |           | 山本加津彦     | 若田部誠  | 5:00  |
| 合計時間: | 合計時間:                                         | 合計時間: | 合計時間:      | 合計時間: | 25:46 |

## 選抜メンバー
- 入山杏奈
- 岡田奈々
- 小栗有以
- 柏木由紀 [注釈 3]
- 加藤玲奈
- 川本紗矢
- 木﨑ゆりあ
- 小嶋陽菜
- 小嶋真子
- 兒玉遥 [注釈 4]
- 込山榛香
- 指原莉乃 [注釈 5]
- 島崎遥香
- 高橋朱里
- 中井りか [注釈 6]
- 松井珠理奈 [注釈 7]
- 松岡はな [注釈 8]
- 宮脇咲良 [注釈 4]
- 向井地美音
- 山本彩 [注釈 9]
- 横山由依
- 渡辺麻友

## カバー

### JKT48によるカバー
AKB48の姉妹グループであるJKT48が本楽曲を「High Tension」のタイトルでカバーし、グループの20作目のシングルとして2019年に発売された。
歌詞はインドネシア語に翻訳したものである。楽曲の選抜メンバーは、先般開催された『JKT48 20th シングル選抜総選挙』の上位16名であり、センターポジションは選抜総選挙1位のシンディ・ユフィアが務める。
カップリングでは他に「次のSeason」（AKB48）、「After rain」（AKB48）、「純情U-19」（NMB48）、「汚れている真実」（AKB48）のカバーが収録されている。

#### シングル収録トラック (JKT48)

##### REGULAR/CD-DVD VERSION
| #  | タイトル                                             | 作詞 | 作曲                         | 編曲           |
| -- | ---------------------------------------------------- | ---- | ---------------------------- | -------------- |
| 1. | 「High Tension」                                     |      | シライシ紗トリ               | 佐々木裕       |
| 2. | 「Musim yang Selanjutnya - Tsugi no Season」         |      | 藤田昌伸                     | 生田真心       |
| 3. | 「After Rain」                                       |      | Sungho                       | 野中“まさ”雄一 |
| 4. | 「Kesucian Hati Hingga Umur 19 Tahun - Junjou U-19」 |      | つじたかひろ                 | 武藤星児       |
| 5. | 「Kenyataan yang Ternoda - Kagereteiru Shinjitsu」   |      | 大貫和紀、河原レオ、高木龍一 | 大貫和紀       |

| #  | タイトル                               | 作詞 | 作曲・編曲 | 監督 |
| -- | -------------------------------------- | ---- | ---------- | ---- |
| 1. | 「High Tension Music Video」           |      |            |      |
| 2. | 「Musim yang Selanjutnya Music Video」 |      |            |      |
| 3. | 「High Tension Behind the Scenes」     |      |            |      |

##### MUSIC DOWNLOAD CARD
| #  | タイトル                                     | 作詞 | 作曲・編曲 |
| -- | -------------------------------------------- | ---- | ---------- |
| 1. | 「Everyday, Kachuusha」                      |      |            |
| 2. | 「Musim yang Selanjutnya - Tsugi no Season」 |      |            |

#### 選抜メンバー (JKT48)
かっこ内は『JKT48 20thシングル選抜総選挙』における順位。
- アニンディタ・ラーマ・チャヒャディ（13位）
- アヤナ・シャハブ（10位）
- アユ・サフィラ・オクタフィアニ（6位）
- ベビー・チャエサラ・アナディラ（11位）
- シンディ・ユフィア（1位）
- フェニ・フィトゥリヤンティ（4位）
- ガブリェラ・マルセリナ（16位）
- ジナン・サファ・サフィラ（14位）
- ミシェル・クリスト・クスナディ（15位）
- ヌルハヤティ（5位）
- ラトゥ・フィエンニ・フィトゥリリア（9位）
- シャニ・インディラ・ナティオ（2位）
- シャニア・グラシア（8位）
- シンカ・ジュリアニ（3位）
- ステファニー・プリシラ・インダルト・プトゥリ（7位）
- フィフィヨナ・アプリアニ（12位）

### MNL48によるカバー
AKB48の姉妹グループであるMNL48は、本楽曲を「High Tension」というタイトルでカバーし、グループの5作目のシングルとして2019年11月に発売された。
歌詞はサビの一部以外は秋元の詞をタガログ語に翻訳したものとなっている。1期生のラニーと、2期生のコール、イザベル、イッサが初選抜となった。
カップリングでは「1!2!3!4! ヨロシク!」と「Green Flash」のカバーが収録されている。

#### 収録曲 (MNL48)

##### CD VERSION
| #  | タイトル                                 | 作詞   | 作曲           | 編曲     |
| -- | ---------------------------------------- | ------ | -------------- | -------- |
| 1. | 「High Tension」                         | 秋元康 | シライシ紗トリ | 佐々木裕 |
| 2. | 「1!2!3!4! YOROSHIKU!」                  | 秋元康 | ツキダタダシ   | 前口渉   |
| 3. | 「Green Flash」                          | 秋元康 | Carlos K.      | 佐々木裕 |
| 4. | 「High Tension (off vocal ver.)」        |        | シライシ紗トリ | 佐々木裕 |
| 5. | 「1!2!3!4! YOROSHIKU! (off vocal ver.)」 |        | ツキダタダシ   | 前口渉   |
| 6. | 「Green Flash (off vocal ver.)」         |        | Carlos K.      | 佐々木裕 |

##### Digital Music Card
| #  | タイトル                                 | 作詞 | 作曲・編曲 |
| -- | ---------------------------------------- | ---- | ---------- |
| 1. | 「High Tension」                         |      |            |
| 2. | 「1!2!3!4! YOROSHIKU!」                  |      |            |
| 3. | 「Green Flash」                          |      |            |
| 4. | 「High Tension (off vocal ver.)」        |      |            |
| 5. | 「1!2!3!4! YOROSHIKU! (off vocal ver.)」 |      |            |
| 6. | 「Green Flash (off vocal ver.)」         |      |            |

#### 選抜メンバー (MNL48)
- アビー
- アリス
- アリー
- ベル
- コール
- ディアン
- フェイス
- ギャブ
- ジェイミー
- ケイ
- レイニー
- ランス
- セラ
- シェキ
- イッサ
- イザベル